# Mike Krzyzewski
Michael William "Mike" Krzyzewski, também conhecido como Coach K (Chicago, 13 de fevereiro de 1947) é um treinador profissional de basquete, atualmente também têm a função na Seleção Estadunidense de Basquetebol.

## Carreira
Estudou na Academia Militar dos Estados Unidos e foi oficial e jogador do Exército dos Estados Unidos. Iniciou sua carreira de treinador em 1974 como assistente de Bob Knight no Indiana Hoosiers. De 1975 a 1980, Krzyzewski foi treinador de basquete na Academia Militar dos Estados Unidos.

## Treinador
Desde 1980 até o presente, é treinador de basquete da Universidade Duke. Ali venceria quatro vezes o NCAA Basketball Championship.

### Seleção americana
Foi treinador da Seleção Americana na Universíada de Verão de 1987, no Campeonato Mundial de 1990 e um dos assistentes do chamado "Dream Team" da Olimpíada de 1992. Levou a seleção a medalha de ouro na Olimpíada de 2008, 2012 e 2016, e ao título no Campeonato Mundial de 2010 e 2014.
Ele foi eleito para o Basketball Hall of Fame após a temporada de 2001.